# Milzano
Milzano é uma comuna italiana da região da Lombardia, província de Bréscia, com cerca de 1.483 habitantes. Estende-se por uma área de 8 km², tendo uma densidade populacional de 185 hab/km². Faz fronteira com Alfianello, Cigole, Pavone del Mella, Pralboino, San Gervasio Bresciano, Seniga.

## Demografia
| Variação demográfica do município entre 1861 e 2011                               |
|                                                                                   |
| Fonte: Istituto Nazionale di Statistica (ISTAT) - Elaboração gráfica da Wikipedia |